# Ragalna
Ragalna – miejscowość i gmina we Włoszech, w regionie Sycylia, w prowincji Katania.
Według danych na rok 2004 gminę zamieszkiwały 3103 osoby, 79,6 os./km².